# Johann Philipp von Welling

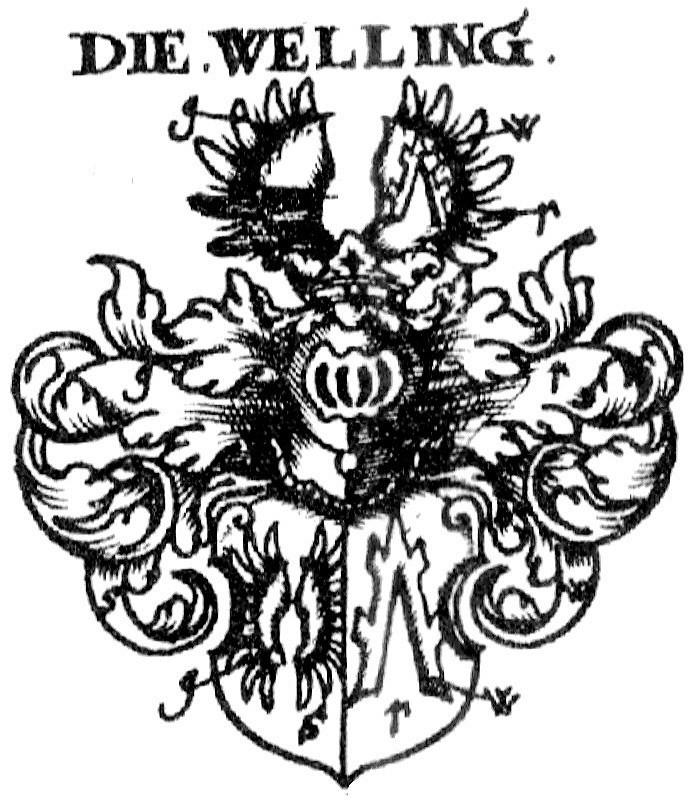
Familienwappen derer von Welling in Siebmachers Wappenbuch, Anfang 18. Jahrhundert, Teil 5, Tafel 115, beim Schwäbischen Adel

Johann Philipp Gustav von Welling (* um 1731 in Saarbrücken; † nach 1817) war ein deutscher Oberbau- und Chausseedirektor im Fürstentum Nassau-Saarbrücken und fürstlicher Kammerjunker, der zuletzt königlich bayerischer Polizeibeamter war.

## Leben

### Herkunft
Welling war Spross eines aus Northeim stammenden Geschlechts lutherischer Konfession, dessen Stammreihe mit „Hans Georg Welligen“ (1616–1682), herzoglich braunschweig-lüneburgischem Stückhauptmann und Generalquartiermeister, vormals Bürger und Knopfmacher in Kassel, beginnt. Dieser aus Northeim stammende Knopfmacher „Hans George Wellig“, 1653 im Kasseler Bürgerbuch aufgeführt, war vermutlich der Vater des Georg von Welling, der am 30. Juli 1655 in Kassel getauft wurde und 1727 starb. Dessen Sohn, Johann Friedrich von Welling (* 1697), gräflich solms-hohensolmsischer Hofkavalier und Leutnant des oberrheinischen Kreises, nassauischen Regiments zu Fuß, erhielt am 16. September 1728 zu Ludwigsburg ein herzoglich württembergisches Adelsattest.
Schon 1753 erhielt ein Herr von Welling (Johann Friedrich) in Saarbrücken ein Gehalt von 400 fl., ohne dass seine Stellung am nassau-saarbrückischen Hof zu erkennen ist. Vermutlich ist er identisch mit dem Herrn von Welling, der 1742 der Vermählung Wilhelm Heinrichs mit Sophie Erdmuthe zu Erbach-Erbach beiwohnte. Er war Vater folgender in Saarbrücken konfirmierter Kinder: Wilhelm Moritz von Welling, (geboren 1733) konfirmiert 1744, Luise Magdalena Sophie von Welling, konfirmiert 1751, und er ist auch sicherlich der Vater von Johann Philipp von Welling. 1778 waren drei von Welling Angehörige des nassau-saarbrückischen Hofstaats: Ludwig Friedrich war Hofkavalier, Carl Friedrich Gustav war Jagdjunker, Johann Philipp war Geheimer Kabinettssekretär.

### Wirken
Johann Philipp von Welling war zunächst als Geheimer Kabinettssekretär in Saarbrücken tätig, als er dort am 24. Februar 1778 Nachfolger von Johann Waldner von Freundstein im Amt des Oberbaudirektors wurde. Dieses Amt hatte er bis 1784 inne. Das darin bezogene Gehalt wird mit 1127 fl., ohne die noch zusätzlichen Naturalien, angegeben.
Am 16. Mai 1781 wurde er zum ersten fürstlichen Kammerjunker ernannt.

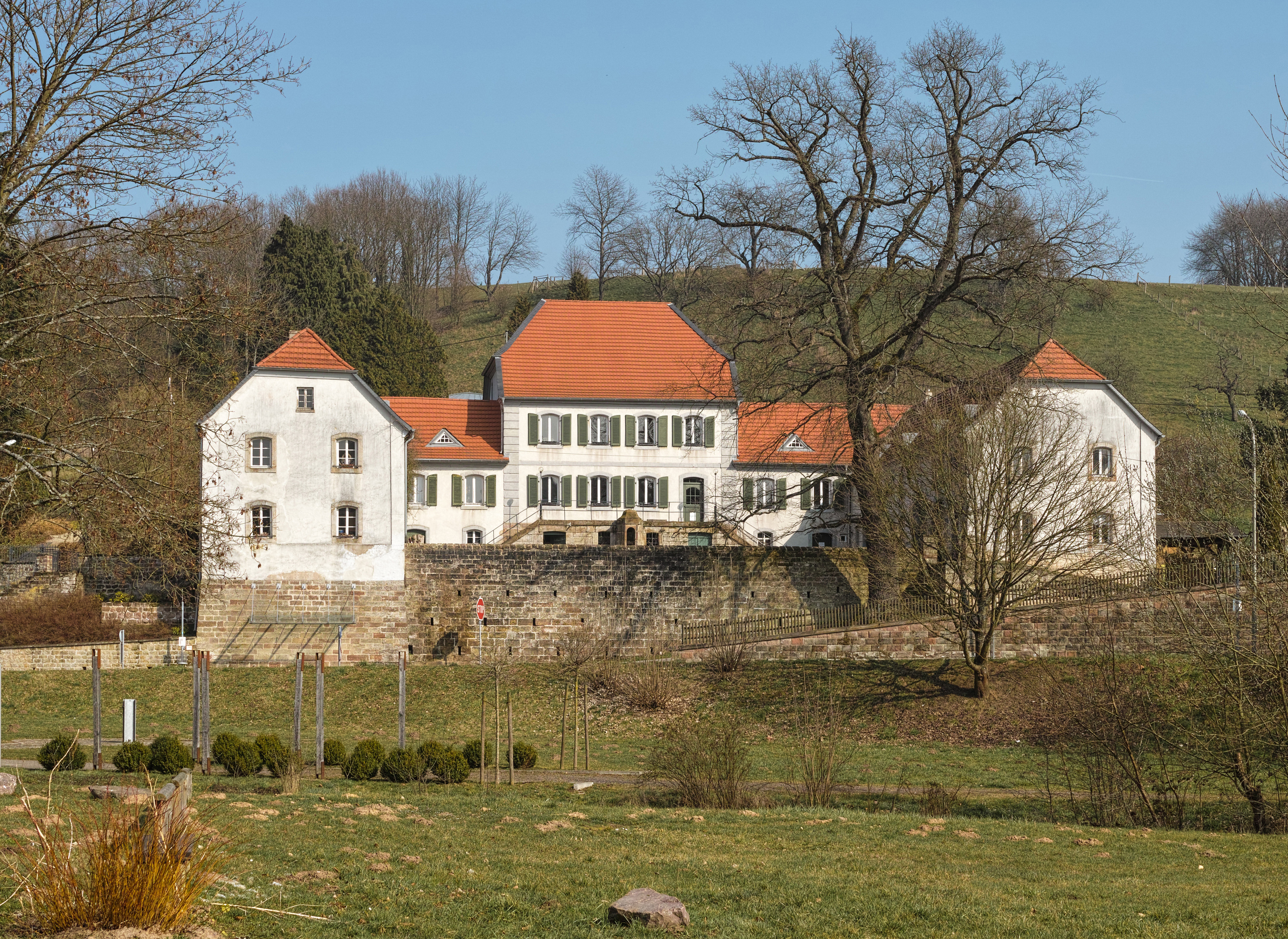
Jagdschloss Karlsbrunn, erbaut in den 1770er Jahren von Johann Philipp von Welling

Er wirkte mit beim Bau des Schlosses Ludwigsberg und beteiligte sich am Bau des Schlosses Karlsbrunn, das Fürst Ludwig von Nassau-Saarbrücken errichten ließ.
1785 wurde Balthasar Wilhelm Stengel sein Nachfolger. Von Welling heißt es, dass er „mehr demoliert als er gebaut hat“, um so erheblichen Schaden selbst anzurichten, bis man den Sohn des früheren nassau-saarbrückischen Baumeisters Friedrich Joachim Stengel zum Nachfolger berief.
Am 21. Juni 1809 geruhte der bayerische König „den an die Stelle des ersten Polizei-Offizianten zu Fürth, N. Stillheimer, ernannten bisherigen Architekten, Philipp Gustav von Welling, zu bestätigen.“
Es wurde „unterm 15. December 1817 Johann Philipp von Welling, vormaliger fürstlich Nassau:Saarbrückischer erster Kammerjunker und Oberbaurath, nun Königl. Policey:Officiant zu Fürth, sammt seinen Abkömmlingen beyderley Geschlechts, bey der Adelsclasse“ des Königreichs Bayern immatrikuliert. Dafür soll er zuvor den Adelsstand seines Geschlechts bis zum Jahr 1572 nachgewiesen haben.

### Ehe und Nachkommen
Nach Ernst Heinrich Kneschke heiratete er 1783 Henriette Elisabetha von Ochsenstein aus der Reichsstadt Frankfurt, wo er sich ansässig machte und wo um 1856 bzw. 1870 noch Nachkommen lebten. Dieser Welling war allerdings Ludwig Christian Friedrich Karl von Welling aus Saarbrücken, fürstlich salm-kyrburgischer Hofkavalier zu Offenbach, der „die Bürgerstochter Henriette Elisabethe von Ochsenstein“ in Frankfurt am 20. Juni 1783 heiratete, Nachfahrin des Johann Christoph Ochs von Ochsenstein (1674–1747), Frankfurter Älterer Bürgermeister, Kaiserlicher Rat, Stadt- und Gerichtsschultheiß in Frankfurt.
Johann Philipp von Wellings Sohn Johann Adam Philipp von Welling (* 17. April 1789 in Nürnberg; † 13. April 1861 ebenda) war Goldschmied, Gold- und Silberarbeiter. 
Seine hinterbliebene Ehefrau starb in Nürnberg am 5. Dezember 1865 mit 75 Jahren: Marg. Kunigunda v. Welling, Juwelier- und Goldarbeiters-Wittwe.
Auch dessen jung verstorbenen Söhne Johann Philipp (1818–1844) und Johann Benedikt (1821–1844) wurden Nürnberger Goldschmiede. Maria Magdalena, Tochter des Goldarbeiters Welling, wurde am 16. April 1820 in Nürnberg getauft.
1870 wird die Näherin und „Goldschmieds-Tochter“ Maria Welling als von der „der Local-Armenpflege Nürnberg“ unterstützt geführt. Maria Magdal. v. Welling starb am 18. November 1894 mit 75 Jahren, 6 Monaten und 21 Tagen in Nürnberg. Magdal. Regina v. Welling starb bald danach, am 4. Dezember 1894, im Alter von 80 Jahren, 2 Monaten und 9 Tagen, ebendort. Sie hatten noch 1889 als Privata zusammen im Nürnberger Kirchenweg, Haus Nummer 45, gewohnt.